# Dado-myeon
Dado-myeon (koreanska: 다도면)  är en socken i stadskommunen Naju i provinsen Södra Jeolla i den sydvästra delen av Sydkorea, 290 km söder om huvudstaden Seoul.